# Mattie Silks
Mattie Silks, född 1846, död 1929, var en amerikansk bordellägare, känd från Vilda Västerns legendflora.  Hon drev från 1865 och framåt bordeller i Dodge City, Kansas, Georgetown, Colorado och i Denver, Colorado. Hon är särskilt känd i Denver, där hon kallades “Queen of Denver’s Red Light District”. 
Hon utkämpade en duell med Kate Fulton, hennes rival både som yrkesperson och som kärleksrival om Cortez Thomson, en duell som är känd som den första duellen mellan två kvinnor i Denver, och som enbart skadade Cortez Thomson lätt.